# Dopaminski receptor D2
Dopaminski receptor D2, također poznat kao D2R, membranski je protein koji je kod ljudi kodiran genom DRD2. Gen za D2R nalazi se na kromosomu 11. Nakon što je znanstveni rad iz laboratorija Paula Greengarda sugerirao da su dopaminski receptori mjesto djelovanja antipsihotika (specifičnije haloperidola), započela su istraživanja nepoznate strukture za koju se ispostavilo da je dopaminski receptor D2. Dopaminski receptor D2 glavni je receptor za većinu antipsihotika. Dopaminski receptori D2 glavni su tip autoreceptora uključenih u proces regulacije sinteze i otpuštanja dopamina.
D2R je visoko distribuiran u striatumu, nucleus accumbens, substantia nigra i olfaktornom tuberkulu. Ima važne farmakološke uloge u brojnim ljudskim poremećajima povezanim s dopaminergičkom disfunkcijom, uključujući shizofreniju i Parkinsonovu bolest.
Postoje dvije varijante (izoforme) dopaminskog receptora D2, kratka i duga (D2S i D2L). Razlog tome je mehanizam alternativnog izrezivanja. Razlikuju se po 29 dodatnih aminokiselina u trećoj unutarstaničnoj petlji (D2S i D2L) koja je bitna u vezanju G proteina. Do sada se nisu uočene razlike između dvije izoforme receptora D2, osim da se duža izoforma preferencijalno eksprimira. Također, duža se izoforma uglavnom eksprimira presinaptički, dok se kraća izoforma većinom eksprimira postsinaptički.
Dopaminski receptor D2 svojim signalnim putem inhibira adenilat ciklazu te zaustavlja akumulaciju cikličkog AMP-a. Dopaminski receptori odgovorni su za regulaciju funkcija i izvan središnjeg živčanog sustava, stoga dopaminski receptor D2 nadbubrežne žlijezde posreduje u regulaciji lučenja aldosterona, a hipofizni dopaminski receptor D2 posreduje u regulaciji lučenja prolaktina.

## Struktura
Receptori D2 sastoje se od jednog polipeptidnog lanca koji se sastoji od sedam membranskih segmenata pri čemu je amino (N) terminal izvanstanični, a karboksilni (C) terminal unutarstanični.
Kristalna struktura dopaminskog receptora 2 utvrđena je u kompleksu s atipičnim antipsihotikom risperdonom. Kristalna struktura kompleksa DRD2/risperidon određena je pri rezoluciji od 2,9 Å. Izražena je u Spodoptera frugiperda.

## Uloga u bolesti
Receptori D2  su dobro utvrđene mete u kliničkoj farmakologiji brojnih bolesti. 
Selektivni poremećaj receptora D2  u laktotrofima hipofize kod miševa rezultira povećanjem tjelesne težine što dovodi do pretpostavke da bi receptori D2  mogli biti uključeni u metaboličke nuspojave liječenja antipsihoticima (pretilost, kardiovaskularne komplikacije i povećan rizik od dijabetesa tipa 2). Bromokriptin je agonist receptora D2  odobren u liječenju dijabetesa tipa 2. 
Prekomjerna stimulacija receptora D2  u striatumu dovodi do promijenjenog funkcioniranja neurona prefrontalnog korteksa. Rezultati pokazuju nedostatke u radnoj memoriji, ponašanju i raspolaganju vremenom što ukazuje na shizofreniju. Čini se da signalizacija glikogen-sintaze-kinaze 3 regulirana receptorom D2 doprinosi anomalijama elektroretinograma uočenim kod ispitanika s visokim genetskim rizikom za shizofreniju, što sugerira da elektroretinogram može poslužiti kao biomarker za dopaminske abnormalnosti povezane sa psihijatrijskim poremećajima.